# Modulator
Modulator è il quarto EP del gruppo musicale statunitense Information Society, pubblicato il 22 settembre 2009.

## Tracce
1. Seeds of Pain (Dave Audé Remix)
2. Baby Just Wants (Lthrboots Remix)
3. Run Away (Tommie Sunshine Remix)
4. I Love It When… (Jon Gill’s Downtown Remix)
5. More To This (Sucias TTV Mix)
6. This Way Tonight (Ego Like Remix)
7. Baby Just Wants (Wesley Krusher’s Ghost Girl Remix)
8. Don’t Touch the Devil
9. Wrongful Death (Live 2008)